# Круазе, Мари Жозеф Альфред
Мари Жозеф Альфред Круазе (фр. Marie-Joseph-Alfred Croiset; 1844—1923) — французский антиковед, брат Мориса Круазе. Автор пятитомной «Истории греческой литературы» (в соавторстве с братом), член Академии надписей и изящной словесности (с 1886 года).

## Биография
Альфред Круазе родился в 1845 году в семье преподавателя парижского лицея Карла Великого. Отец уделял большое внимание развитию Альфреда и его младшего брата Мориса, ежедневно по часу читая с ними классических греческих и латинских авторов. Альфред учился сначала в лицее Сан-Луи, а затем, с 1859 по 1964 год, в лицее Людовика Великого, зарекомендовав себя как блестящий ученик, и поступил в 1864 году в Высшую нормальную школу с наивысшими оценками. В Высшей нормальной школе он учился у Жюля Лашелье, Гастона Буассье и Жюля Жирара, который привил своим ученикам — включая Круазе — восхищение древнегреческой культурой. Значительное влияние на мировоззрение Круазе оказали также «Порт-Рояль» Сент-Бёва и «История первых веков христианства» Ренана.
Окончив с отличием Высшую нормальную школу в 1867 году, Круазе получил должность преподавателя риторики в лицее Шамбери, а через год перевёлся в Савойю. В 1869 году он взял академический отпуск для работы над докторской диссертацией, и в процессе этой работы его застала Франко-прусская война. Вместе с младшим братом Альфред участвовал в обороне Парижа, и суровая зима 1870 года, проведенная в осаждённой столице, подорвала его здоровье. По окончании военных действий Альфред короткое время преподавал в лицее Монтобана, но вскоре вернулся в Париж, где занял кафедру в коллеже Станислас. С этого времени он никогда надолго не покидал Париж, за исключением поездок в Италию, Грецию и США. В 1873 году Круазе защитил докторскую диссертацию по двум темам — «Ксенофонт, его личность и талант» и «О личности Аристофана». В этом же году он женился на Жюли Дидье, дочери директора лицея Людовика Великого, с которым семью Круазе связывала давняя дружба. От брака с Жюли у Альфреда родились дочь и сын, но сама она скончалась от болезни уже в 1890 году.
После защиты диссертации Круазе перешёл из коллежа Станислас в лицей Людовика Великого, а оттуда в лицей Карла Великого. В 1877 году он стал преподавателем Сорбонны, позже возглавив там сначала кафедру греческой риторики, затем сменив Жюля Жирара на кафедре греческой поэзии, и наконец в ноябре 1898 года заняв после Огюста Имли пост декана филологического факультета Сорбонны; эту должность он занимал до самого выхода на пенсию в 1920 году. В 1880 году вышла его первая значительная научная работа «Поэзия Пиндара и законы греческой лирики». В 1886 году, в 41 год, Круазе был избран членом Академии надписей и изящной словесности.
В 1880-е годы Альфред и Морис Круазе поставили перед собой задачу написания фундаментальной пятитомной «Истории греческой литературы». Братья, прозванные «Диоскурами», разделили работу между собой — на долю Альфреда пришлись второй, четвёртый и первая половина пятого тома. Эти тома были посвящены греческим лирикам, ораторам, историкам и философам, а также в целом греческой литературе эллинистического периода. Одновременно с работой над «Историей греческой литературы» Альфред Круазе начал публикацию перевода «Истории» Фукидида, но прервал её после выхода первого тома в 1886 году. В 1891 году в соавторстве с М. Птижаном он издал «Грамматику греческого языка». Круазе выполнил переводы платоновских диалогов «Горгий» и «Протагор», а ближе к концу академической карьеры, в 1910 году, выступил как историк, опубликовав труд «Античные демократии». Выйдя на покой в возрасте 75 лет, Альфред Круазе занялся своим здоровьем, но вскоре был вынужден перенести операцию, тяжело заболел зимой 1922 года и скончался в начале июня 1923 года.

## Сочинения
- Xénophon, son caractère et son talent (1873)
- La Poésie de Pindare et les lois du lyrisme grec (1880)
- Histoire de la litterature grecque (1887—1899)
- Grammaire grecque (1891)
- Les Démocraties antiques (1910)